# Bibliothèque municipale à vocation régionale

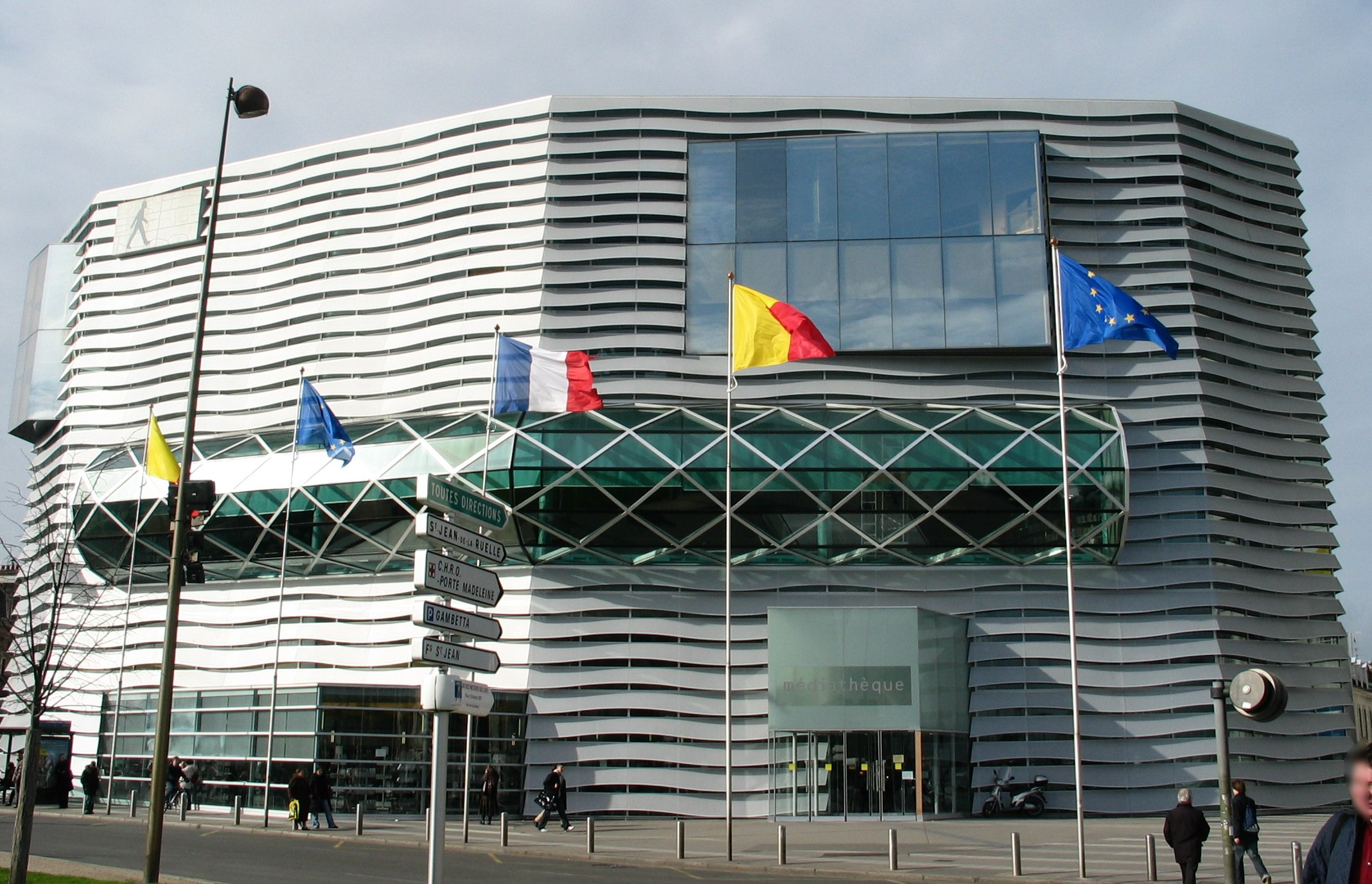
La médiathèque d'Orléans, première BMVR entrée en service, en 1994.

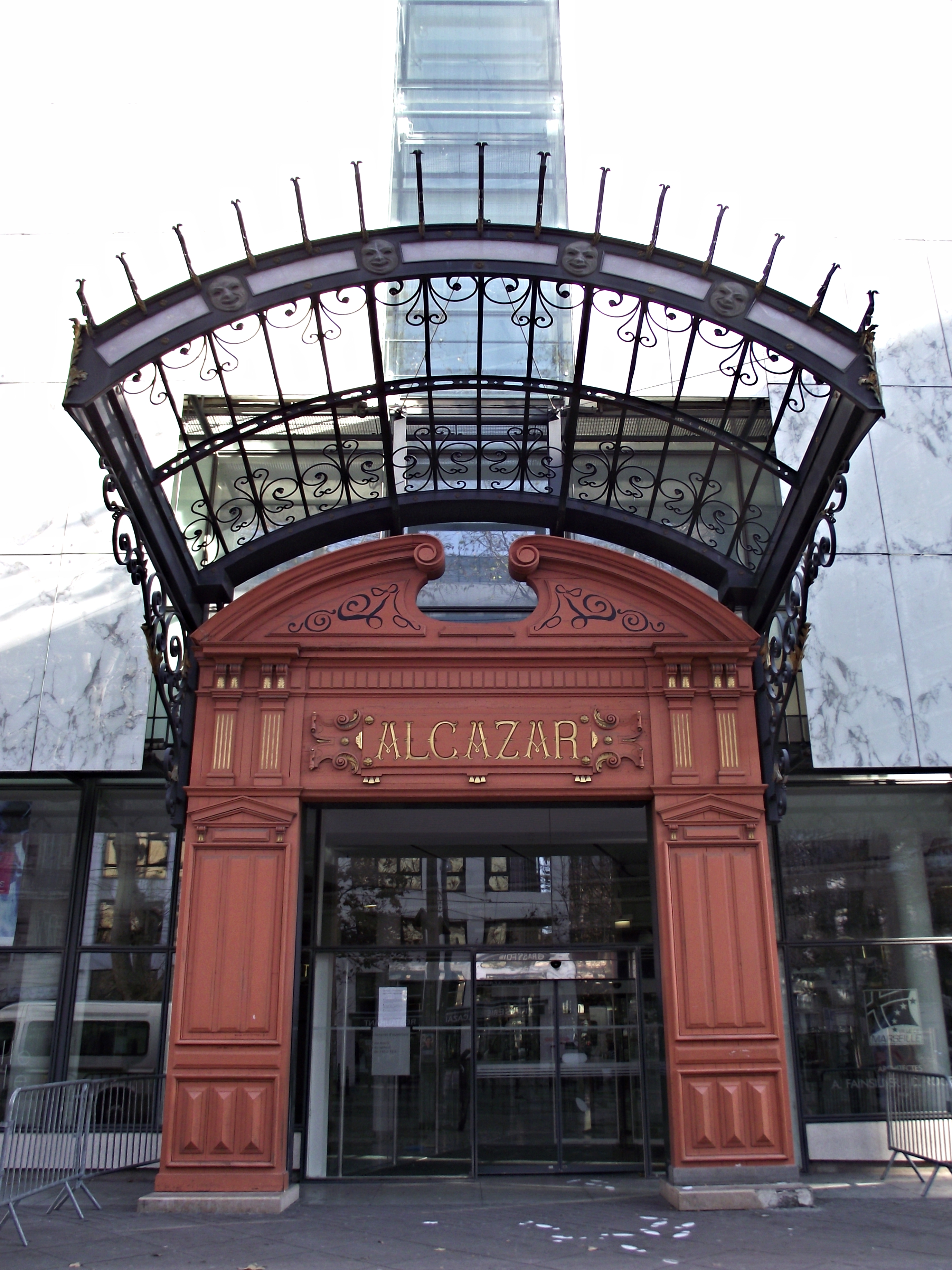
L'Alcazar à Marseille, BMVR ayant la plus grande surface publique.

Les bibliothèques municipales à vocation régionale (BMVR) sont, en France, des bibliothèques municipales présentant des critères spécifiques, qui les ont rendues éligibles à un programme lancé par l'État pour financer la mise en place de bibliothèques centrales dans douze grandes villes qui en étaient encore dépourvues au milieu des années 1990.

## Description
Le programme des BMVR a été créé par l'article 4 de la loi du 13 juillet 1992. Les critères pour qu'une bibliothèque fasse partie de ce programme ont été définis par le décret du 5 février 1993 :
- l'établissement devait être implanté dans une commune ou un groupement de communes d'au moins 100 000 habitants, ou dans un chef-lieu de région ;
- l'établissement devait posséder un fonds de livres imprimés de plus de 250 000 volumes ;
- l'établissement devait programmer une construction ou extension de locaux d’une surface minimale calculée en fonction de la population : 50 m2 par tranche de 1 000 habitants jusqu'à 200 000 habitants, ou 10 000 m2 au-delà ;
- le projet devait intégrer la présence de plusieurs supports documentaires et une utilisation des nouveaux moyens de communication ;
- le projet devait s'accompagner d'un projet de travail en réseau comportant notamment un réseau informatique d'information bibliographique et d'accès aux catalogues ; il devait participer à la circulation régionale des documents et coopérer en matière d'acquisition, de conservation, d'animation ou de formation.

L'appellation de BMVR ne recouvre donc usuellement que les bibliothèques construites dans le cadre de ce programme, à l'exclusion des bibliothèques centrales construites avant cette période comme Lyon ou Nîmes, qui remplissent néanmoins les conditions requises. Ceci explique le fait qu'on ne trouve aucune BMVR en Rhône-Alpes alors qu'il y en a trois en Champagne-Ardenne.
De par l'organisation administrative française, le rôle de tête d'un réseau de coopération régionale reste encore à trouver.

## Liste des BMVR
Le programme des BMVR avait une durée limitée dans le temps : en effet, seuls les projets validés avant le 31 décembre 1997 pouvaient prétendre à ce financement de l'État. Douze d'entre eux ont donc été retenus, et leur liste fut publiée dans un arrêté du 8 juin 1998 :
- Châlons-en-Champagne : bibliothèque Georges-Pompidou
- Limoges : bibliothèque francophone multimédia de Limoges
- Marseille : L'Alcazar (à Marseille, le sigle BMVR a été adapté en bibliothèque de Marseille à vocation régionale[1], par rétroacronymie)
- Montpellier : médiathèque Émile-Zola[2]
- Nice : bibliothèque Louis-Nucéra
- Orléans : médiathèque d'Orléans
- Poitiers : médiathèque François-Mitterrand
- Reims : médiathèque Jean-Falala
- Rennes : Les Champs libres[3]
- La Rochelle : médiathèque Michel-Crépeau
- Toulouse : médiathèque José-Cabanis
- Troyes : médiathèque Jacques-Chirac[4]

Elles sont par ailleurs toutes des bibliothèques municipales classées.